# Deutsch-komorische Beziehungen
Die Deutsch-komorischen Beziehungen sind das zwischenstaatliche Verhältnis zwischen Deutschland und den Komoren. Beide Länder unterhalten seit 1978 diplomatische Beziehungen, welche allerdings nur wenig intensiv sind. Die Deutsche Botschaft in Daressalam ist auf den Komoren nebenakkreditiert, während die komorische Botschaft in Brüssel mit der Pflege der diplomatischen Beziehungen zu Deutschland beauftragt ist.

## Geschichte
Ende des 19. Jahrhunderts bemühte sich die Deutsch-Ostafrikanische Gesellschaft um die Gründung einer deutschen Kolonie auf den Komoren. Bei der ersten Komoren-Expedition erreichten Friedrich Schroeder und Aurel Schulz 1885 die Komoren, wurden durch örtliche Unruhen allerdings an der Landnahme gehindert. Bei der zweiten Expedition 1886 erwarben Karl Wilhelm Schmidt und Aurel Schulz Land auf der Insel Grande Comore. Die Komoren wurden jedoch später der französischen Einflusssphäre überlassen.
Die Komoren wurden schließlich 1975 von Frankreich unabhängig und nahmen am 14. Februar 1976 diplomatische Beziehungen mit der DDR und am 2. Februar 1978 mit der BRD auf. Zu Staatsbesuchen kommt es allerdings nur sehr selten. Im November 2023 nahm der komorische Präsident Azali Assoumani in seiner Funktion als Vorsitzender der Afrikanischen Union an der von Olaf Scholz Konferenz G20 Compact with Africa in Berlin teil.

## Wirtschaftsbeziehungen
2024 lagen die deutschen Warenexporte an die Komoren bei 2 Millionen Euro und die Importe aus dem Land bei ebenfalls 2 Millionen Euro. In der Rangliste der deutschen Handelspartner nahmen die Komoren damit Rang 195 ein. Nach Frankreich ist Deutschland für die Komoren der zweitwichtigste Exportmarkt in Europa. Exportiert werden hauptsächlich landwirtschaftliche Erzeugnisse. 2019 trat ein EU-Wirtschaftspartnerschaftsabkommen mit den Komoren in Kraft.
Über den Europäischen Entwicklungsfonds für die AKP-Länder leistet Deutschland den Komoren indirekt Entwicklungshilfe.